# Симфония № 4 (Гайдн)
Симфония № 4 ре мажор — симфония Йозефа Гайдна, написанная между 1757 и 1761 годами во время работы у графа Морцина. Написана в традиционном для того времени ранне-классическом итальянском стиле в трёх частях. Особенностью является третья часть, написанная в темпе менуэта.
Состав оркестра: два гобоя, фагот, две валторны, струнные (1-е и 2-е скрипки, альты, виолончели и контрабасы).

## Структура
1. Presto (ре мажор, 4/4)
2. Andante (ре минор, 2/4)
3. Tempo di minuetto (ре мажор, 3/8)